# Slesvigske Fodregiment
Slesvigske Fodregiment (svenska: Slesvigska regementet till fot), är ett danskt infanteriregemente som verkat sedan 2019. Regementet delar traditioner med det tidigare regementet med samma namn som var verksamt 1778-2000.

## Organisation
Regementets underlydande enheter (2019):
- XIII. Lätta infanteribataljonen: Utgörs av ett stabskompani, tre lätta skyttekompanier och ett utbildningskompani.
- Slesvigske Musikkorps